# Gusztáv Károly Majláth
Gusztáv Károly Majláth (Bakóca, 24 settembre 1864 – Budapest, 18 marzo 1940) è stato un arcivescovo cattolico ungherese.

## Biografia

### La famiglia
Gusztáv Károly era discendente dalla nobile famiglia ungherese dei Majláth ed era figlio di György Majláth (1818-1883), cancelliere di corte e giudice, e di sua moglie, la baronessa Stefania Prandau-Hilleprand (1832–1914). Dopo essersi diplomato al liceo cistercense di Pécs, studiò legge a Strasburgo e poi teologia a Budapest e a Vienna, al Pazmaneum. Fu ordinato sacerdote a Esztergom il 6 ottobre 1887.
Dopo l'ordinazione, prestò servizio al seminario di Esztergom e poi dal 1894 a Komarno, dove fece costruire una nuova scuola locale e fondò l'Associazione Cattolica dei Celibi. Fu anche membro dell'organizzazione Regnum Marianum.

### Vescovo di Transilvania

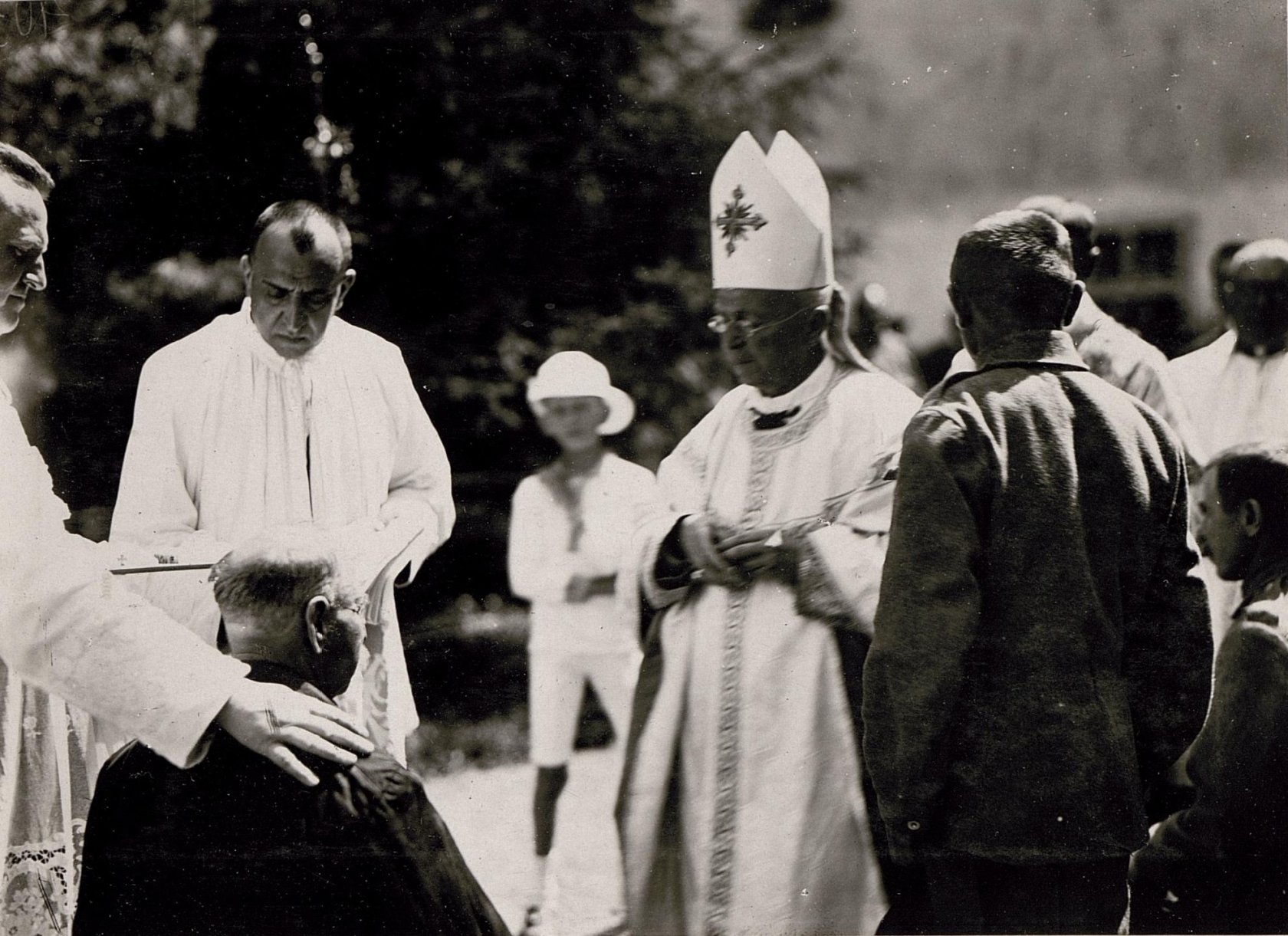
Una consacrazione operata dal vescovo Majláth

Il 26 marzo 1897 venne nominato da papa Leone XIII vescovo titolare di Martiropoli e assegnato come vescovo coadiutore dell'allora diocesi di Transilvania retta da Ferenc Lönhart; venne confermato il 1º luglio di quello stesso anno da papa Leone XIII. Il 1º maggio a Budapest nella Matthiaskircke venne consacrato da Juraj Császka, arcivescovo di Kalocsa, co-consacranti Fülöp Steiner, vescovo di Székesfehérvár, e József Boltizár, vescovo titolare di Milasa. Dopo la morte di Lönhart, il 28 giugno dello stesso anno divenne vescovo al suo posto.
Durante la sua reggenza della diocesi, si impegnò particolarmente a favore dei poveri, in particolare per i contadini delle aree rurali in difficoltà economiche; per tale scopo promosse la fondazione di associazioni socio-economiche di stampo cristiano. Prestò grande attenzione altresì all'istruzione e all'educazione dei giovani. Col suo stipendio privato, istituì una borsa di studio, oltre a sostenere le scuole e la pubblicazione di riviste giovanili. Ad Alba Iulia organizzò inoltre ritiri spirituali per sacerdoti e insegnanti. Dal 7 al 10 luglio 1913 tenne un sinodo diocesano ad Alba Iulia e compì diverse visite pastorali nelle parrocchie della sua diocesi.
Nel 1919 la sua libertà di movimento venne limitata dopo la rivoluzione: gli fu proibito di lasciare il suo appartamento e ricevere visitatori. Nel 1925, presentò una denuncia personale alla Società delle Nazioni assieme ai rappresentanti delle chiese protestanti ungheresi per le continue violazioni della Convenzione di Ginevra perpetrate dal governo nei confronti delle minoranze presenti nella sua diocesi. Quando la Romania entrò in rapporti diplomatici con la Santa Sede, il governo rumeno avanzò richieste che avrebbero influito negativamente sui fedeli ungheresi della Transilvania. Pertanto, il vescovo Majláth assieme a quello di Csanád protestarono con l'arcivescovo di Bucarest Raymund Netzhammer. Secondo il concordato rumeno del 1927, la diocesi venne ristabilita come diocesi di Alba Iulia, ma rimase in costante diatriba con le autorità rumene per i diritti dei cattolici in Transilvania, in particolare per il diritto di insegnamento della religione cattolica nelle scuole.
Dal novembre 1935 fino alla sua morte risiedette a Budapest, ma dal 1936 si ritirò dall'incarico per motivi di salute e venne al suo posto nominato il suo coadiutore, Adolf Vorbuchner. Il 28 maggio 1938 papa Pio XI, accogliendo le sue dimissioni, lo creò arcivescovo titolare di Soteropoli.
Alla sua morte venne sepolto nella chiesa del Regnum Marianum. Quando la chiesa venne demolita nel 1951, i suoi resti vennero segretamente trasferiti nella chiesa dell'università locale.

## Genealogia episcopale e successione apostolica
La genealogia episcopale è:
- Cardinale Scipione Rebiba
- Cardinale Giulio Antonio Santori
- Cardinale Girolamo Bernerio, O.P.
- Arcivescovo Galeazzo Sanvitale
- Cardinale Ludovico Ludovisi
- Cardinale Luigi Caetani
- Cardinale Ulderico Carpegna
- Cardinale Paluzzo Paluzzi Altieri degli Albertoni
- Cardinale Flavio Chigi
- Papa Clemente XII
- Cardinale Giovanni Antonio Guadagni, O.C.D.
- Cardinale Cristoforo Bartolomeo Antonio Migazzi
- Cardinale József Batthyány
- Arcivescovo Ferenc Fuchs
- Arcivescovo István Fischer de Nagy
- Vescovo József Vurum
- Vescovo František Lajčák, O.F.M.Cap.
- Cardinale Ján Krstiteľ Scitovský
- Cardinale János Simor
- Arcivescovo György Császka
- Arcivescovo Gusztáv Károly Majláth

La successione apostolica è:
- Arcivescovo János Mikes (1912)